# Tomasz Olichwer
Tomasz Andrzej Olichwer (ur. 18 czerwca 1964 w Sosnowcu) – polski polityk, samorządowiec i menedżer kulturalny, poseł na Sejm IX kadencji, wiceprezydent Zabrza (2024–2025). 

## Życiorys
W 1992 ukończył filologię polską na Uniwersytecie Śląskim. Przez ponad 25 lat pracował jako menedżer obiektów kulturalnych i samorządowych w Zabrzu, m.in. przez 10 lat był dyrektorem Kina Marzenie, a od 2004 kierował zabrzańskim Kinem Roma.
W wyborach samorządowych w 1998 bezskutecznie ubiegał się o mandat radnego Zabrza z listy Akcji Wyborczej Solidarność. Zaangażował się w działalność polityczną w ramach Platformy Obywatelskiej. W 2002, 2006, 2010, 2014 i 2018 wybierano go do rady miejskiej Zabrza. W 2014 kandydował na prezydenta miasta, zdobywając 15,62% głosów i zajmując 2. miejsce (przegrał z Małgorzatą Mańką-Szulik). W wyborach w 2015 bez powodzenia kandydował do Sejmu. W wyborach w 2019 uzyskał mandat posła na Sejm IX kadencji w okręgu gliwickim, zdobywając 7837 głosów. W wyborach w 2023 nie uzyskał poselskiej reelekcji. W 2024 ponownie wybrany na radnego Zabrza. W tym samym roku został mianowany zastępcą nowej prezydent miasta Agnieszki Rupniewskiej. Utracił tę funkcję na skutek odwołania prezydent Zabrza w wyniku referendum.